# Nátrium-metabiszulfit
A nátrium-metabiszulfit (E223) (más néven nátrium-piroszulfit) egy vegyület, melyet antioxidánsként, sterilizátorként, valamint tartósítószerként alkalmaznak.

## Felhasználási területek
Az élelmiszeriparban egy kénalapú termék, amelyet elsősorban a bor, almabor és sör készítésekor használnak, megöli a baktériumokat, és gátolja a legtöbb vad élesztő növekedését. Tartósítószerként használják. Az élelmiszerek vitamintartalmát csökkentheti. Allergiás reakciókat, főként bőrirritációt válthat ki. A szulfitérzékeny egyéneknek ajánlatos elkerülni.